# Tempesta del Segle a Barcelona
La tempesta del Segle a Barcelona és el nom amb el que es coneix l'aiguat de la nit del dia 21 de setembre de 1995. És considerat com un dels més intensos a la ciutat des del 1927 (any en què es va posar en funcionament el pluviògraf Jardí a l'Observatori Fabra), i va convertir els carrers de Gràcia, l'Eixample i Ciutat Vella en torrents d'aigua desbordats, i a més, es va haver de lamentar una víctima mortal.

## Anàlisi
Aquell dia, el pas d'un tàlveg a 500 hPa (uns 5.500 m), amb una llengua d'aire fred de –16 °C i un marcat flux de l'oest, sumat a l'existència d'una massa d'aire força càlida, humida i potencialment inestable que hi havia prèviament, en superfície i a 850 hPa (uns 1.500 m), va afavorir la convecció i la formació de tempestes. La modelització d'aquestes situacions és en general complicada, tot i que s'ha millorat molt durant la primera part d'aquest segle, però l'any 1995 era gairebé impossible pronosticar-les amb un grau acceptable de fiabilitat, i en el cas d'aquest episodi, l'Institut Nacional de Meteorologia (INM) no va ser capaç de preveure'l correctament.
El telenotícies de la nit de TV3 va emetre un pronòstic del temps on no es feia esment d'aquest aiguat, ja que la secció del temps es deixava gravada per a la tarda. Segons explicà en una entrevista Alfred Rodríguez Picó, el meteoròleg de guàrdia d'aquell moment, va intentar arribar a les instal·lacions de TV3 per tal de poder fer-ho en directe, però el seu cotxe es quedà atrapat a la Ronda de Dalt pel fort xàfec.

## Registres
| Observatori                               | PPT (l/m²) |
| ----------------------------------------- | ---------- |
| Plaça Lesseps (barri de Gràcia)           | 91,9       |
| Centre Cívic la Sagrera (Sant Andreu)     | 89,5       |
| Can Bruixa (Les Corts)                    | 85,3       |
| Carrer Pelai (El Raval)                   | 85         |
| Observatori Fabra                         | 74,3       |
| Ajuntament Edifici Novíssim (barri Gòtic) | 55,4       |
| Cotxeres de Sants                         | 55,1       |

Les precipitacions més intenses van caure entre les 18:30 i les 21:30 UTC a diferents punts de la Costa Daurada, costa Central, Maresme i Penedès, però amb una distribució molt irregular. A la ciutat de Barcelona, el gruix de la tempesta va caure entre les 20 i 21 UTC, assolint intensitats torrencials de 19,6 l/m² en 5 minuts i 51,8 l/m² en 20 minuts al pluviòmetre de CLABSA a la plaça de Lesseps, on es va recollir 91,9 l/m² en 24 h. En canvi, a la Zona Franca només es van recollir 6,1 l/m².
Altres valors de precipitació foren 89,5 l/m² a Barcelona-la Sagrera, 97,5 l/m² a Sitges (Garraf) i 87,2 l/m² a Coma-ruga (Baix Penedès).

## Conseqüències
Com que al Pla de Barcelona hi havia més d'una vintena de rieres i torrents que conduïen les aigües pluvials des de la serra de Collserola fins al mar, aquestes van desbordar la xarxa de clavegueram de la ciutat, recuperant molts carrers la seva antiga funció de riera o torrent. Arran de les inundacions, es desencallà un projecte de construcció de diversos dipòsits subterranis de retenció d'aigües pluvials, que rebrien la gran quantitat d'aigua recollida per la xarxa de drenatge en dies de forts aiguats i l'alliberarien cap al mar pausadament.
Aquestes millores van reduir dràsticament l'ocurrència d'inundacions urbanes de carrers i desbordament de clavegueres que patia la ciutat gairebé cada any a causa dels forts aiguats de primavera, estiu o tardor. A la dècada dels 1990, abans de la construcció dels dipòsits pluvials, hi havia una inundació greu cada dos anys; i ja a la dècada de 2010, la freqüència mitjana d'inundacions greus va passar a ser-ne d'una cada sis anys, reduint la seva incidència en dos terços.